# Die Schokoladenkönigin
Die Schokoladenkönigin ist ein deutscher Fernsehfilm aus dem Jahr 2005. Die mit Christine Neubauer und Hardy Krüger jr. in den Hauptrollen besetzte Komödie wurde am 10. Juni 2005 zum ersten Mal in der ARD ausgestrahlt.

## Handlung
Der Modefotograf Michael Bender ist nach dem Tod seiner Frau durch deren Behandlungskosten hoch verschuldet. Da er sich aber um seine Tochter Sammy kümmert, hat er, obwohl er sehr gefragt ist, seine Karriere auf Eis gelegt. So droht ihm die Pfändung und auch der Verlust des Sorgerechts für Sammy. Sammy freundet sich mit der Konditormeisterin Julia an, die auch Michael sehr gut gefällt. Diese ist zwar nicht abgeneigt, steht aber kurz vor der Hochzeit mit ihrem Jugendfreund, dem Staatsanwalt Wolfgang, was Michael erst erfährt, als er Julia seine Liebe gesteht. Sammy beobachtet Julia, als sie Wolfgang küsst und läuft daraufhin verzweifelt weg.
Als Sammy wiedergefunden wird, verzichtet Michael schließlich, sie wegen eines Jobs im Ausland kurzfristig in ein Internat zu geben. Er kündigt den Fotojob, da sich inzwischen ein Fotobuch mit Bildern der „Schokoladenkönigin“ Julia und ihrer Tortenkreationen gut verkauft. Julia weiß noch nichts von diesem Erfolg und begibt sich in ein Wellness-Hotel zu einer Abmagerungskur, weil sie sich als zu dick empfindet. Michael will sofort zu ihr, um ihr den erfolgreichen Fotoband zu zeigen. Schließlich platzt die Hochzeit mit Wolfgang und Julia kehrt zu ihrer Konditorei und zu Michael und Sammy zurück.

## Kritik
„Romantische (Fernseh-)Komödie um Seelenverwandtschaft und Liebe auf den ersten Blick.“